# Watonwan County
Das Watonwan County ist ein County im US-amerikanischen Bundesstaat Minnesota. Im Jahr 2020 hatte das County 11.253 Einwohner und eine Bevölkerungsdichte von 10 Einwohnern pro Quadratkilometer. Der Verwaltungssitz (County Seat) ist Saint James.

## Geografie
Das County liegt im Süden von Minnesota und ist etwa 45 km von Iowa entfernt. Es hat eine Fläche von 1139 Quadratkilometern, wovon 14 Quadratkilometer Wasserfläche sind. An das Watonwan County grenzen folgende Nachbarcountys:
|                   | Brown County  |                   |
| Cottonwood County |               | Blue Earth County |
| Jackson County    | Martin County |                   |

## Geschichte
Das Watonwan County wurde am 6. November 1860 aus Teilen des Brown County gebildet. Benannt wurde es nach einem Ausdruck der Dakota-Indianer.
Sechs Orte im County sind im National Register of Historic Places eingetragen (Stand 31. Januar 2018).

## Demografische Daten

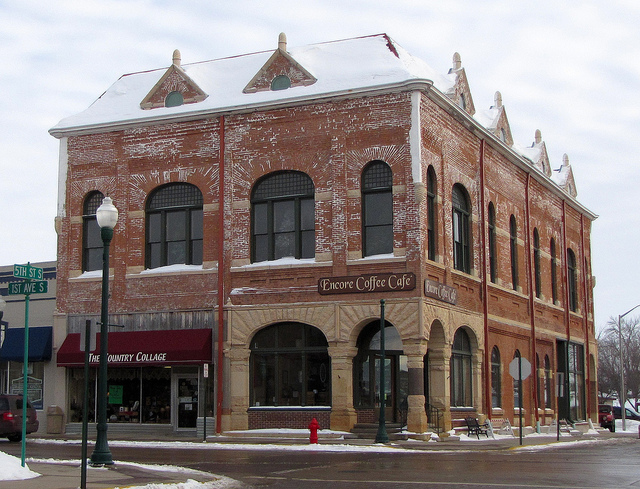
Grand Opera House in St. James, gelistet im NRHP

Nach der Volkszählung im Jahr 2010 lebten im Watonwan County 11.211 Menschen in 4396 Haushalten. Die Bevölkerungsdichte betrug 10 Einwohner pro Quadratkilometer. In den 4396 Haushalten lebten statistisch je 2,51 Personen.
Ethnisch betrachtet setzte sich die Bevölkerung zusammen aus 95,7 Prozent Weißen, 1,2 Prozent Afroamerikanern, 1,1 Prozent amerikanischen Ureinwohnern, 1,1 Prozent Asiaten sowie aus anderen ethnischen Gruppen; 0,9 Prozent stammten von zwei oder mehr Ethnien ab. Unabhängig von der ethnischen Zugehörigkeit waren 21,6 Prozent der Bevölkerung spanischer oder lateinamerikanischer Abstammung.
25 Prozent der Bevölkerung waren unter 18 Jahre alt, 56 Prozent waren zwischen 18 und 64 und 19 Prozent waren 65 Jahre oder älter. 50 Prozent der Bevölkerung war weiblich.

Das jährliche Durchschnittseinkommen eines Haushalts lag bei 49.307 USD. Das Pro-Kopf-Einkommen betrug 24.187 USD. 10,4 Prozent der Einwohner lebten unterhalb der Armutsgrenze.

## Ortschaften im Watonwan County
Citys
| - Butterfield - Darfur - La Salle - Lewisville | - Madelia - Odin - Ormsby1 - Saint James |

Unincorporated Communities
- Godahl
- Sveadahl

1 – teilweise im Martin County

## Gliederung
Das Watonwan County ist neben den acht Citys in zwölf Townships eingeteilt:
| Township              | Einwohner (2010) | FIPS     |
| --------------------- | ---------------- | -------- |
| Adrian Township       | 142              | 27-00280 |
| Antrim Township       | 240              | 27-01810 |
| Butterfield Township  | 213              | 27-09010 |
| Fieldon Township      | 209              | 27-21014 |
| Long Lake Township    | 338              | 27-38024 |
| Madelia Township      | 351              | 27-39248 |
| Nelson Township       | 287              | 27-45124 |
| Odin Township         | 170              | 27-48112 |
| Riverdale Township    | 294              | 27-54556 |
| Rosendale Township    | 300              | 27-55780 |
| St. James Township    | 260              | 27-57058 |
| South Branch Township | 282              | 27-61276 |